# 엔트레 라 비다 이 라 무에르테
《엔트레 라 비다 이 라 무에르테》(스페인어: Entre la vida y la muerte)은 1993년 방영된 멕시코의 텔레노벨라이다.